# Lo Tormo
Lo Tormo és una muntanya de 523 metres situada en el punt en què la Serra dels Morers conflueix amb la Serra del Tormo que delimita els municipis de la Torre de l'Espanyol al nord i el de Garcia al sud, a la comarca de la Ribera d'Ebre.
Al cim hi ha un vèrtex geodèsic (referència 252136001 de l'Institut Cartogràfic de Catalunya).
Aquest cim està inclòs al llistat dels 100 cims de la FEEC.